# Тисаалпар
Тисаалпар је насељено место у јужним равницама Мађарске. Налази се у Кишкунхалашком котару Бач-Кишкун жупаније.

## Географија
Тисаалпар се налази у североисточном делу Бач-Кишкун жупаније између градова Чонград и Кишкунфелеђхаза на 46°49' СГШ и 19°59' ИГД. Заузима површину од 91,13 км².

## Историја
Место је постојало још у средњем веку. Током турских освајања село је неколико пута било напуштано па поново насељавано. Доњи Алпар (Alsóalpár) је подпадао под управу патријаршије Вац и од 1727. године је поново био насељен и од онда више није напуштан. Два села Алпар (Alpár) и Тисаујфалу (Tiszaújfalu) су 1975. године обједињена и од тада насеље носи име Тисаалпар.
У овом месту се налази реконструкција села и земљаног утврђења (földvár) из Арпадовог времена.

## Становништво
У Тисаалпару по попису из 2005. године живи 5.179 становника који су мађарске националности.

## Знаменитости
- Реконструкција села-утврђења из времена досељавања Мађара на просторе Панонске низије
- Црква: Католичка црква из 18. века грађена у Барокном стилу
- Тврђава: Остаци средњовековног земљаног утврђења